# Лозово-Севастопольская железная дорога
Лозово-Севастопольская железная дорога — железная дорога в Российской империи, построенная в 1872—1875 гг. на средства частного капитала.

## История
Первая концессия на постройку дороги из Москвы в Севастополь дана в 1856 г. Главному обществу российских железных дорог, но оно дороги не построило — по новому, Высочайше утверждённому 3 ноября 1861 года, уставу обязательства общества ограничивались сооружением Петербурго-Варшавской ж. д. (с ветвью к прусской границе) и Нижегородской ж. д.
В 1863 г. была дана концессия на эту дорогу английской компании банкиров Пальмера, Фрюлинга и др. с ещё большей повёрстной гарантией правительства (5,5 %), но та в указанные сроки не собрала необходимые средства и не приступила к строительству.
Большая часть «Южной линии» вошла в состав казённой Московско-Курской ж. д. (1864—1868 гг.) и частной Курско-Харьково-Азовской ж. д.
В 1871 г. концессия на строительство от станции Лозовой до Севастополя дана П. И. Губонину.
15 ноября 1873 г. открылось движение от Лозовой до Александровска с ветвью к Екатеринославу. 23 июля 1874 г. — от Александровска до Мелитополя. 14 октября 1874 г. — предпоследний 228-вёрстный участок Мелитополь — Симферополь. 15 сентября 1875 г. в Севастополь прибыл первый поезд.
В 1894 году Лозово-Севастопольская ж. д. выкуплена государственной казной. В январе 1896 г. объединена с Курско-Харьково-Азовской и Донецкой каменноугольной ж. д. в Курско-Харьково-Севастопольскую железную дорогу.
В 1907 г. объединена с Харьково-Николаевской ж. д. в Южные железные дороги. На 1909 год оставалась одноколейной.

## Станции

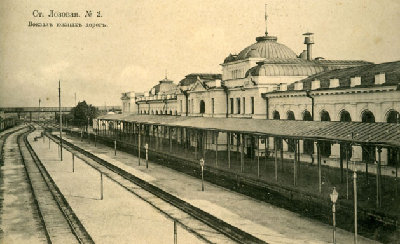
Вокзал станции Лозовая

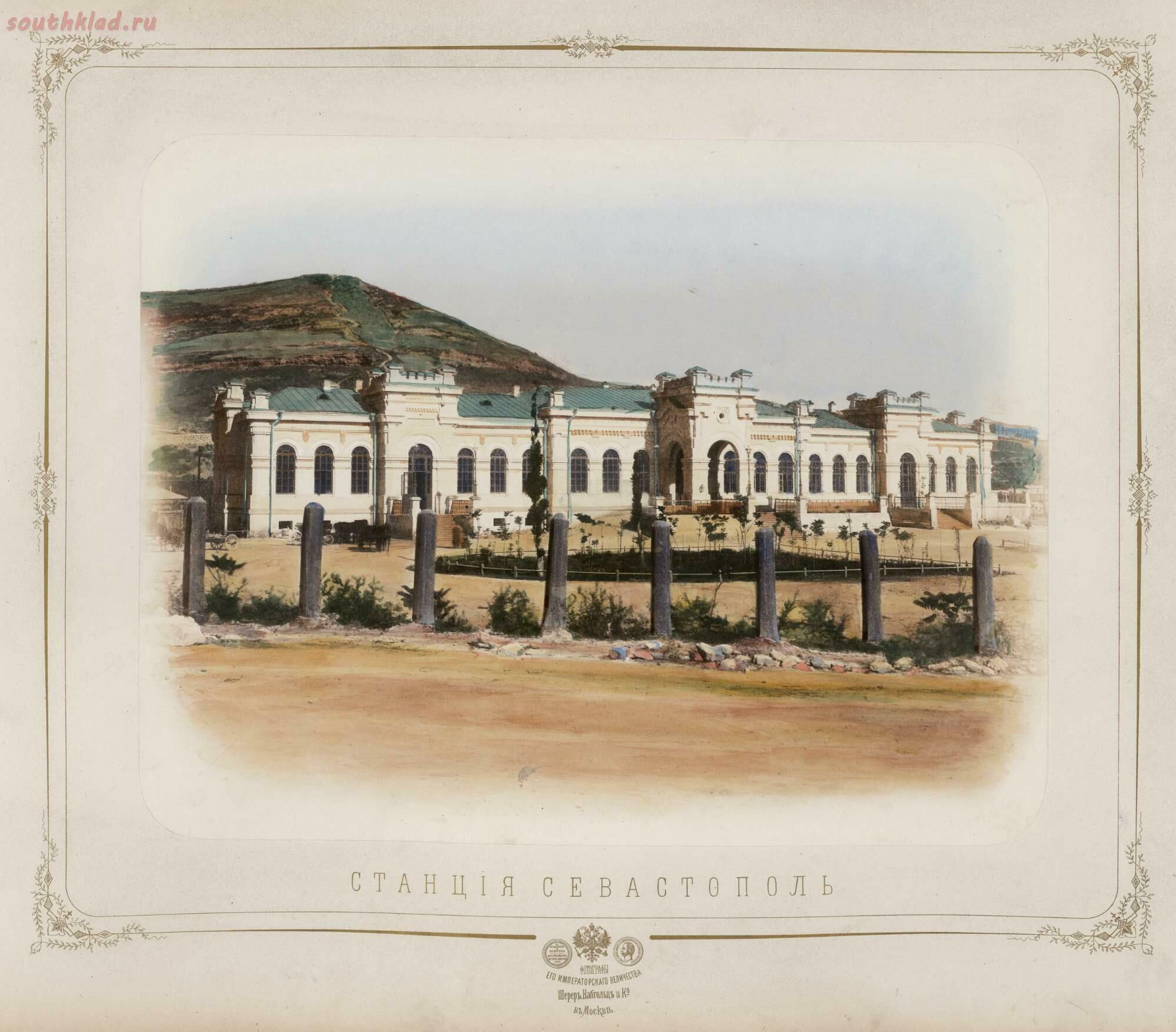
Вокзал в Севастополе

| Станция        |                                                           |
| -------------- | --------------------------------------------------------- |
| Лозовая        | узловая станция: Курско-Харьковско-Азовская ж. д.         |
| Синельниково   | узловая станция: Синельниково — Екатеринослав (54 версты) |
| Александровск  | узловая станция                                           |
| Мелитополь     |                                                           |
| Новоалексеевка | узловая станция: Ново-Алексеевка — Геническ (14 вёрст)    |
| Джанкой        | узловая станция: Джанкой-Феодосийская ж. д.               |
| Симферополь    |                                                           |
| Бахчисарай     |                                                           |
| Севастополь    |                                                           |

## Инженерные сооружения
Тоннели: Сухарный, Графский, Белый, Цыганский, Троицкий, Городской.
Виадуки, путепроводы: Камышловский, Графский.

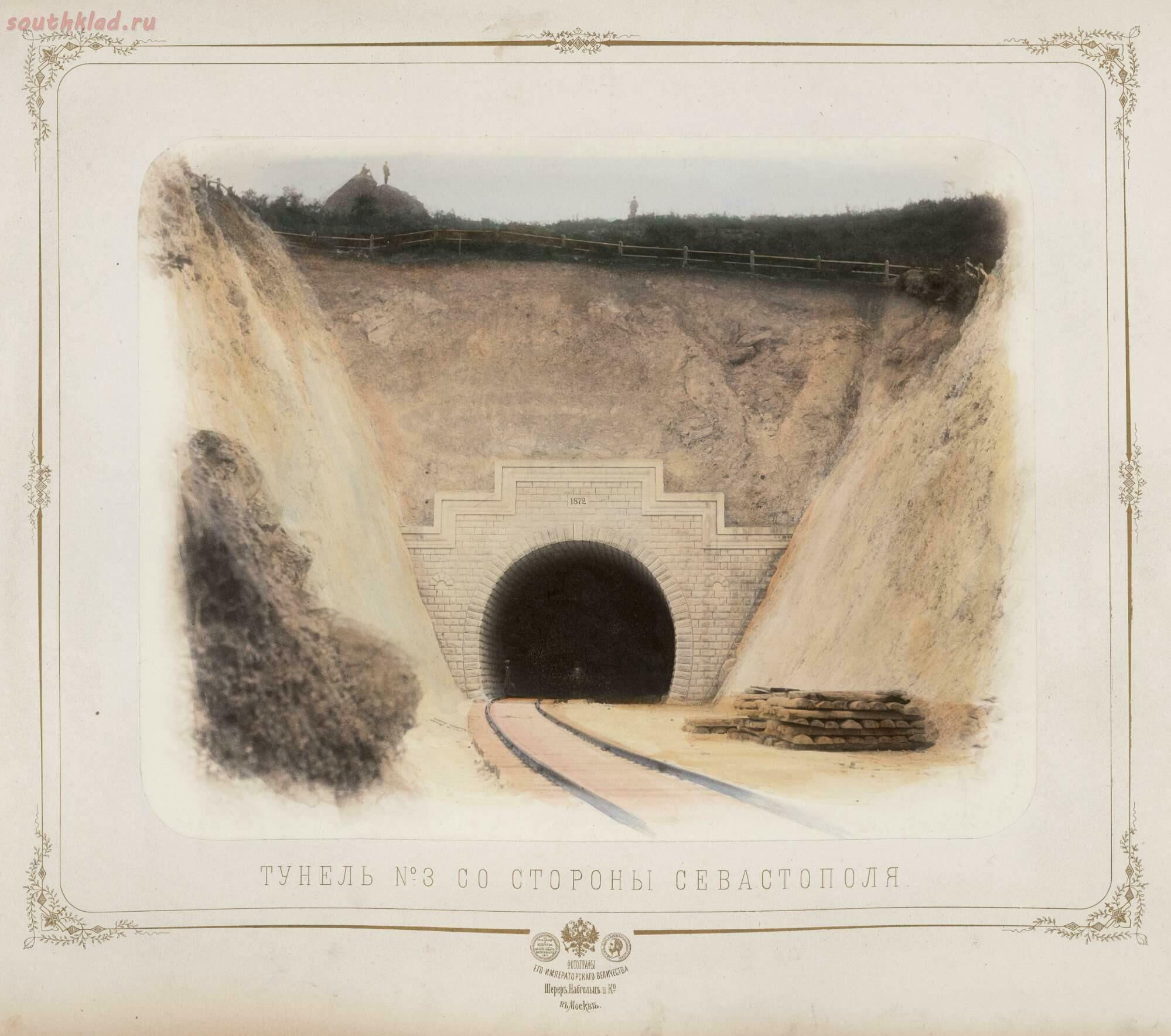
Тоннель № 3
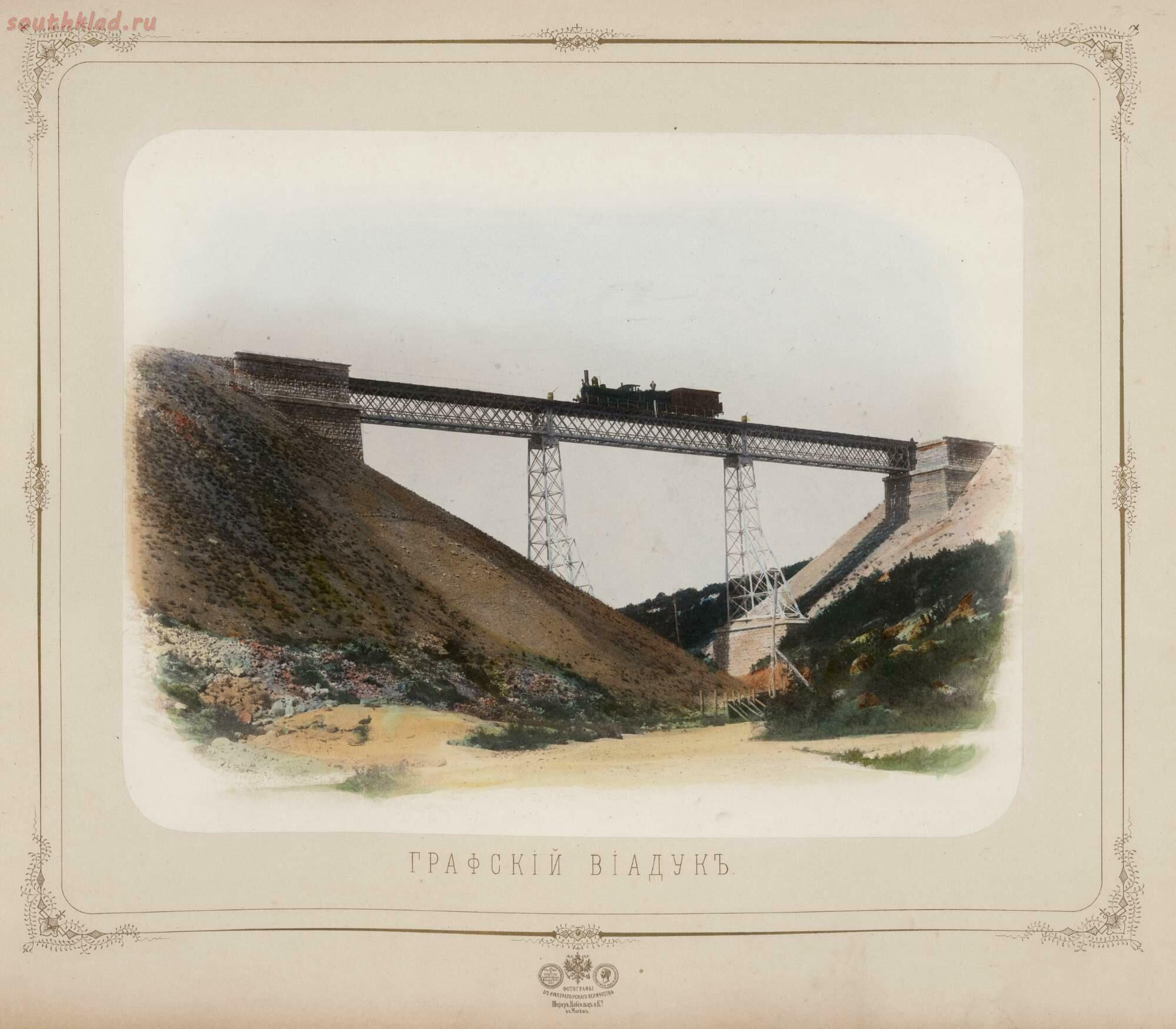
Графский виадук
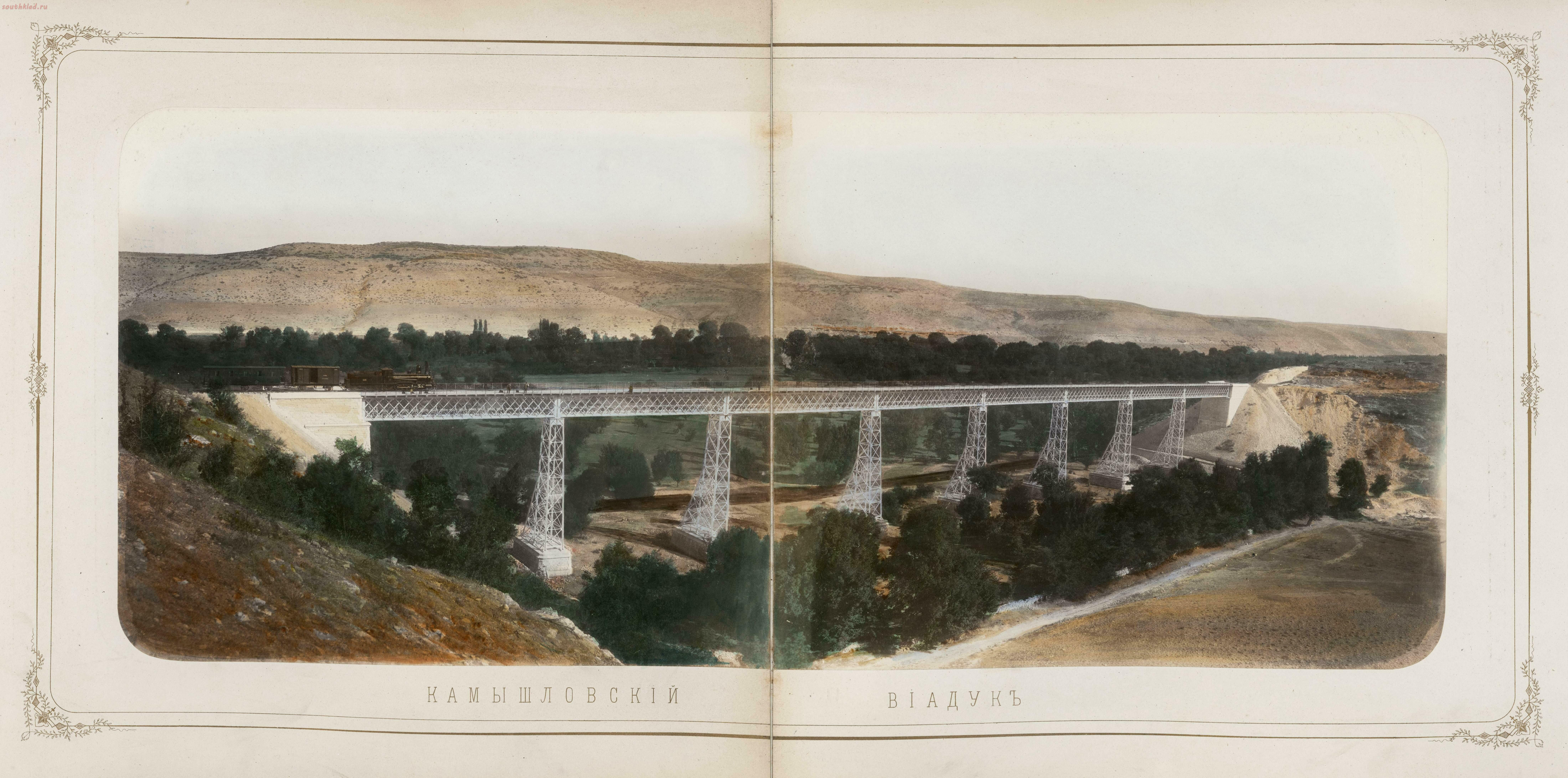
Камышловский виадук
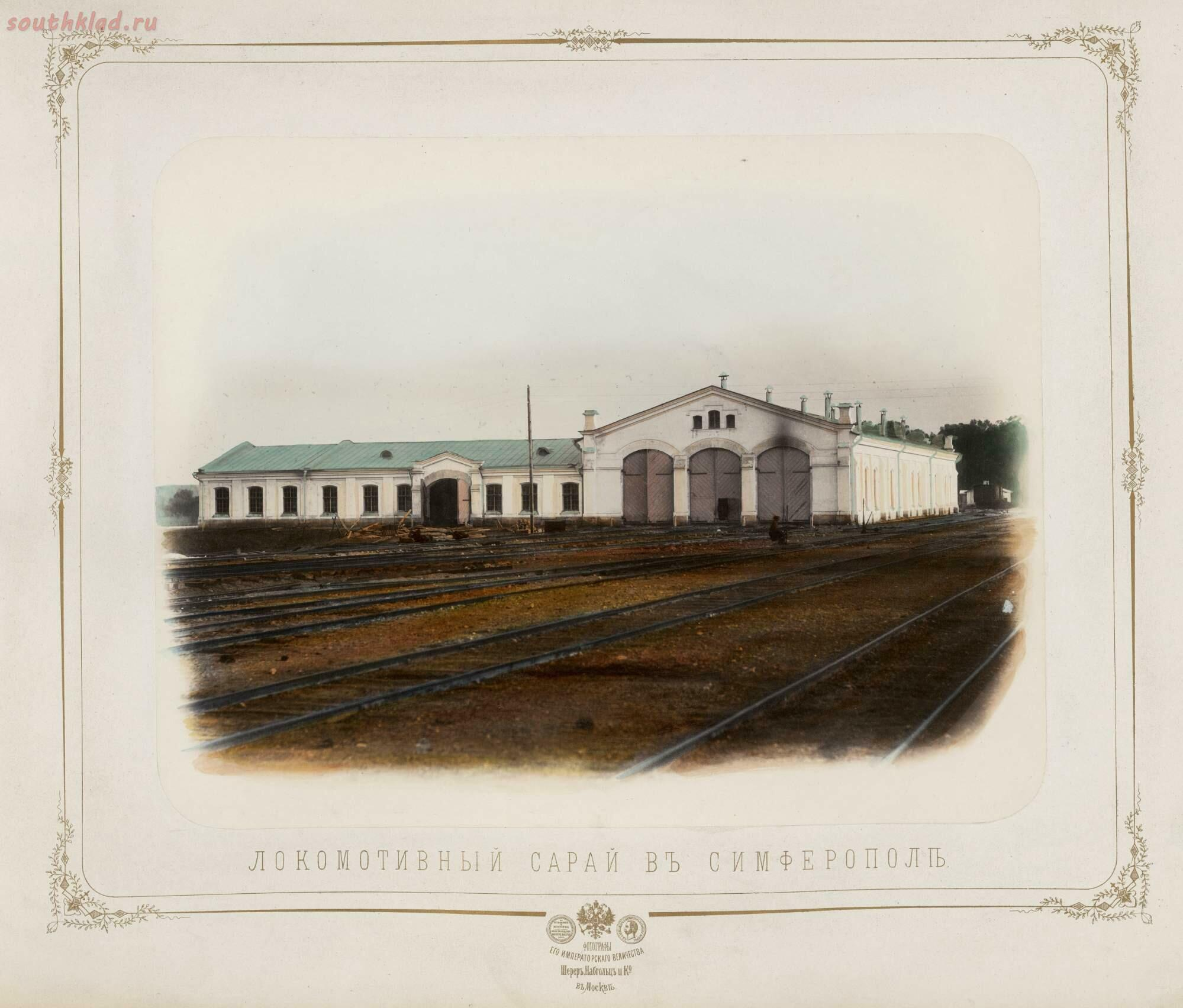
Локомотивное депо в Симферополе